# رکوردهای جایزه گرمی
در طول تاریخ جوایز گرمی، رکوردهای بسیار قابل توجهی ثبت شده است. این صفحه فقط شامل جوایز رقابتی است که توسط هنرمندان مختلف کسب شده است می باشد. این صفحه شامل جوایز ویژه مختلف همانند جایزه یک عمر دستاورد موسیقی، جایزه امانت داری، جایزه فنی یا جایزه اسطوره که توسط آکادمی ملی علوم و هنرهای ضبط اهدا می‌شود نیست. اگر چه این صفحه شامل دیگر هنرمندان غیراجرایی می‌شود (شناخته شده به عنوان هنرمندان عرصه هنر و صنعت) که جوایز گرمی شان به هنرمند مربوطه اهدا شده است.
تمامی رکوردها مطابق تا ۵۸مین مراسم جایزه گرمی هستند.

## جوایز

### بیشترین تعداد جایزه‌های گرمی برنده شده

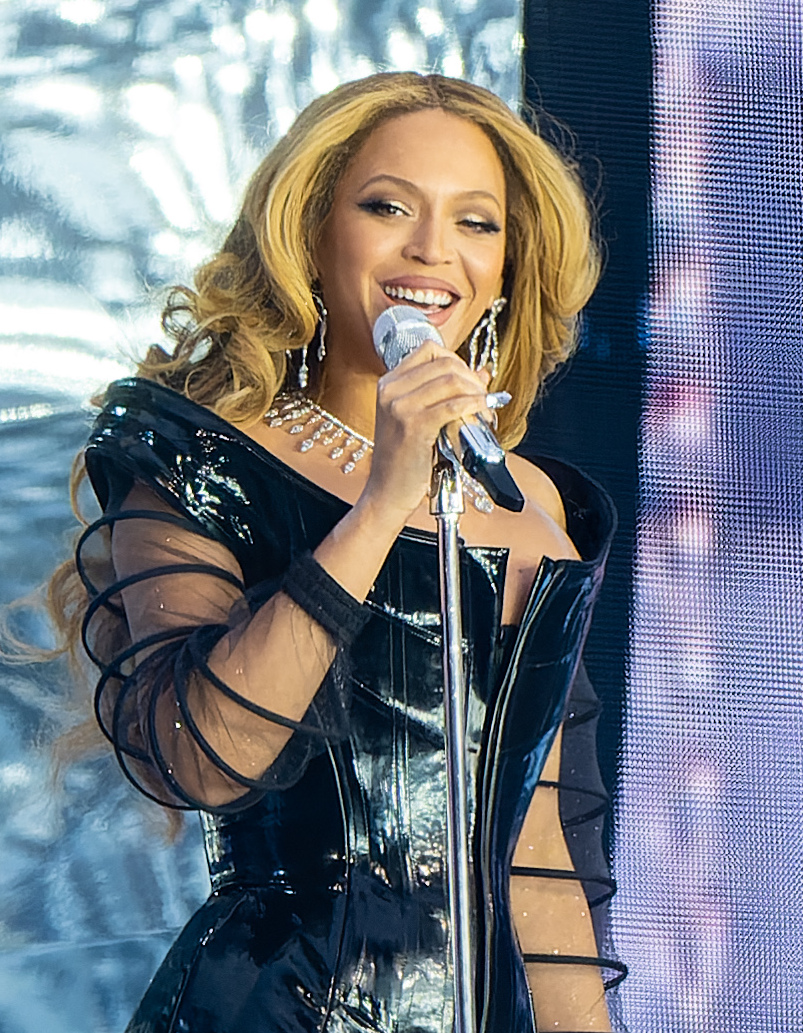
بیانسه در مجموع برنده ۳۵ جایزه گرمی شده است

رکورد بیشترین جایزه گرمی برنده شده در طول عمر در حال حاضر متعلق به خواننده، ترانه سرا و تهیه کننده موسیقی آمریکایی بیانسه است که برنده ۳۵ جایزه شده است. سر گئورگ سالتی رهبر ارکستر مجارستانی-بریتانیایی، رکورددار قبلی و دومین برنده‌ی فعلی، ۳۱ جایزه دارد.
| رتبه | هنرمند            | جوایز |
| ---- | ----------------- | ----- |
| ۱    | بیانسه            | ۳۵    |
| ۲    | سر گئورگ سالتی    | ۳۱    |
| ۳    | کوئینسی جونز      | ۲۸    |
| ۳    | چیک کوریا         | ۲۸    |
| ۵    | آلیسون کراوس      | ۲۷    |
| ۶    | پیر بولز          | ۲۶    |
| ۶    | جان ویلیامز       | ۲۶    |
| ۸    | ولادیمیر هوروویتس | ۲۵    |
| ۸    | استیوی واندر      | ۲۵    |
| ۸    | دیوید فراست       | ۲۵    |
| ۸    | جی-زی             | ۲۵    |
| ۱۲   | کانیه وست         | ۲۴    |
| ۱۳   | کندریک لامار      | ۲۲    |
| ۱۳   | وینس گیل          | ۲۲    |
| ۱۳   | یوتو              | ۲۲    |
| ۱۶   | سربان غنا         | ۲۱    |
| ۱۷   | پت متنی           | ۲۰    |
| ۱۷   | ال اشمیت          | ۲۰    |
| ۱۷   | بروس اسپرینگستین  | ۲۰    |
| ۱۷   | هنری مانچینی      | ۲۰    |
| ۱۷   | کیرک فرانکلین     | ۲۰    |

### بیشترین تعداد جایزه‌های گرمی برنده شده توسط هنرمند زن
بیانسه در کل ۳۵ جایزه‌ی گرمی کسب کرده است.
| رتبه | هنرمند        | جوایز |
| ---- | ------------- | ----- |
| ۱    | بیانسه        | ۳۵    |
| ۲    | آلیسون کراوس  | ۲۷    |
| ۳    | آرتا فرانکلین | ۱۸    |
| ۴    | آلیشیا کیز    | ۱۷    |
| ۴    | سی‌سی واینانز  | ۱۷    |
| ۶    | ادل           | ۱۶    |
| ۷    | تیلور سوئیفت  | ۱۴    |
| ۷    | لیدی گاگا     | ۱۴    |
| ۹    | لیئنتین پرایس | ۱۳    |
| ۹    | الا فیتزجرالد | ۱۳    |
| ۹    | امیلو هریس    | ۱۳    |
| ۹    | بانی ریت      | ۱۳    |
| ۱۳   | شرلی سزار     | ۱۱    |
| ۱۳   | لیندا رانستد  | ۱۱    |
| ۱۳   | برندی کارلایل | ۱۱    |
| ۱۶   | نورا جونز     | ۱۰    |
| ۱۶   | چاکا کان      | ۱۰    |
| ۱۶   | دالی پارتن    | ۱۰    |
| ۱۶   | جونی میچل     | ۱۰    |
| ۲۰   | بیلی آیلیش    | ۹     |
| ۲۰   | مری جی. بلایژ | ۹     |
| ۲۰   | ریانا         | ۹     |
| ۲۰   | شریل کرو      | ۹     |
| ۲۰   | ناتالی کول    | ۹     |
| ۲۰   | هیلاری اسکات  | ۹     |

### بیشترین تعداد جایزه‌های گرمی برنده شده توسط هنرمند مرد
سر گئورگ سالتی در کل ۳۱ جایزه گرمی کسب کرده است.
| رتبه | هنرمند            | جوایز |
| ---- | ----------------- | ----- |
| ۱    | سر گئورگ سالتی    | ۳۱    |
| ۲    | چیک کوریا         | ۲۸    |
| ۲    | کوئینسی جونز      | ۲۸    |
| ۴    | پیر بولز          | ۲۶    |
| ۴    | جان ویلیامز       | ۲۶    |
| ۶    | ولادیمیر هوروویتس | ۲۵    |
| ۶    | استیوی واندر      | ۲۵    |
| ۶    | جی-زی             | ۲۵    |
| ۹    | کانیه وست         | ۲۴    |
| ۱۰   | وینس گیل          | ۲۲    |
| ۱۰   | کندریک لامار      | ۲۲    |
| ۱۲   | پت متنی           | ۲۰    |
| ۱۲   | بروس اسپرینگستین  | ۲۰    |
| ۱۲   | هنری مانچینی      | ۲۰    |
| ۱۲   | کیرک فرانکلین     | ۲۰    |

### بیشترین تعداد جایزه‌های گرمی برنده شده توسط یک گروه
U2 رکورد بیشترین تعداد برنده جایزه گرمی توسط یک گروه را در دست دارد. آن ها تاکنون ۲۲ جایزه گرمی برنده شده اند.
| رتبه | هنرمندان                     | جوایز |
| ---- | ---------------------------- | ----- |
| ۱    | U2                           | ۲۲    |
| ۲    | آلیسون کراوس و یونیون استیشن | ۱۴    |
| ۳    | دیکسی چیکس                   | ۱۳    |
| ۴    | فو فایترز                    | ۱۱    |
| ۵    | پت متنی گروپ                 | ۱۰    |
| ۶    | د منهتن ترنسفر               | ۹     |
| ۶    | متالیکا                      | ۹     |
| ۷    | د بلک وود برادرز             | ۸     |
| ۷    | سانتانا                      | ۸     |
| ۷    | تیک ۶                        | ۸     |
| ۷    | بیتلز                        | ۸     |
| ۱۱   | کلدپلی                       | ۷     |
| ۱۱   | کنتاکی تاندر                 | ۷     |
| ۱۱   | لیدی آنتبلوم                 | ۷     |
| ۱۱   | سایمون و گارفانکل            | ۷     |
| ۱۵   | د فیف دایمنشن                | ۶     |
| ۱۵   | بلک آید پیز                  | ۶     |
| ۱۵   | د چیفتنز                     | ۶     |
| ۱۵   | ایگلز                        | ۶     |
| ۱۵   | ارت، ویند اند فایر           | ۶     |
| ۱۵   | آوت کاست                     | ۶     |
| ۱۵   | پلیس                         | ۶     |
| ۱۵   | رد هات چیلی پپرز             | ۶     |
| ۱۵   | دفت پانک                     | ۶     |

### بیشترین تعداد جایزه‌های گرمی برنده شده توسط یک آهنگساز
| رتبه | آهنگساز        | جوایز |
| ---- | -------------- | ----- |
| ۱    | کوئینسی جونز   | ۲۷    |
| ۲    | کانیه وست      | ۲۲    |
| ۳    | دیوید فاستر    | ۱۶    |
| ۴    | استیون اپستاین | ۱۴    |
| ۴    | فیل رامون      | ۱۴    |
| ۵    | تی بون برنت    | ۱۳    |
| ۵    | رابرت وودز     | ۱۳    |
| ۵    | دیوید فراست    | ۱۳    |
| ۹    | جی دیوید ساکس  | ۱۲    |
| ۱۰   | اریف ماردین    | ۱۱    |

### بیشترین تعداد جایزه‌های گرمی برنده شده توسط یک مهندس یا میکسر
ال اشمیت با ۲۳ جایزه بیشتر از هر مهندس یا میکسری جایزه گرمی را برده است.

### جوانترین برنده ها
خواهران پیزال جوانترین برنده های جایزه گرمی هستند. آن ها که هنرمند اصلی موسیقی متن فیلم ای برادر، کجایی؟ بودند برنده جایزه آلبوم سال در سال ۲۰۰۲ شدند. لیان رایمز جوانترین برنده انفرادی است. او در حالی که ۱۴ سال داشت، دو جایزه در سال ۱۹۹۷ برای اولین بار برنده شد. همچنین او اولین هنرمند موسیقی کانتری است که جایزه بهترین هنرمند جدید را برنده شده است.
| رتبه | سن               | هنرمند           |
| ---- | ---------------- | ---------------- |
| ۱    | ۷ سال            | لی پیزال         |
| ۲    | ۹ سال            | هانا پیزال       |
| ۳    | ۱۳ سال           | سارا پیزال       |
| ۴    | ۱۴ سال و ۱۸۲ روز | لیان رایمز       |
| ۵    | ۱۴ سال و ۳۱۳ روز | لوئیس میگوئل     |
| ۶    | ۱۷ سال و ۸۱ روز  | لرد              |
| ۷    | ۱۸ سال و ۱۲۳ روز | مونیکا           |
| ۸    | ۱۹ سال و ۶۷ روز  | کریستینا آگیلرا  |
| ۹    | ۱۹ سال و ۱۱۲ روز | لاتیویا رابرتسون |
| ۱۰   | ۱۹ سال و ۱۵۰ روز | الیسون کراوس     |

### جوانترین هنرمندانی که جایزه آلبوم سال را برده‌اند
| رتبه | سن               | هنرمند            |
| ---- | ---------------- | ----------------- |
| ۱    | ۲۰ سال و ۴۹ روز  | تیلور سوئیفت      |
| ۲    | ۲۱ سال و ۲۴۲ روز | آلانیس موریست     |
| ۳    | ۲۲ سال و ۱۸ روز  | باربارا استرایسند |
| ۴    | ۲۳ سال و ۲۷۴ روز | لارین هیل         |
| ۵    | ۲۳ سال و ۲۸۳ روز | ادل               |
| ۶    | ۲۳ سال و ۲۹۳ روز | استیوی واندر      |
| ۷    | ۲۳ سال و ۳۳۰ روز | نورا جونز         |

### پیرترین برنده ها
پاینتاپ پرکینز پیرترین کسی است که تا به حال برنده جایزه گرمی شده است. در سال ۲۰۱۱ او در سن ۹۷ سالگی برنده جایزه بهترین آلبوم بلوز سنتی برای آلبوم همیشه با هم شد.
| رتبه | سن               | هنرمند         |
| ---- | ---------------- | -------------- |
| ۱    | ۹۷ سال و ۲۲۱ روز | پاینتاپ پرکینز |
| ۲    | ۹۵ سال و ۳۱ روز  | جرج برنز       |
| ۳    | ۹۱ سال و ۱۳۷ روز | جیمی کارتر     |
| ۴    | ۹۰ سال و ۵۲ روز  | الیزابت کاتن   |
| ۵    | ۹۰ سال و ۲۶ روز  | بتی وایت       |

### پرافتخارترین آلبوم‌ها
آلبوم فوق العاده از گروه سانتانا و آلبوم چگونه یک بمب اتمی را خنثی کنیم از گروه U2 با بردن ۹ جایزه رکوردداران پرافتخارترین آلبوم‌ها هستند. فوق العاده ۹ جایزه در سال ۲۰۰۰ برنده شد و چگونه یک بمب اتمی را خنثی کنیم سه جایزه در سال ۲۰۰۵ و بعد در سال ۲۰۰۶، ۶ جایزه دیگر برنده شد که در کل ۹ جایزه به آلبوم داده شد.
| رتبه | آلبوم‌ها و هنرمندان                          | جوایز |
| ---- | ------------------------------------------- | ----- |
| ۱    | چگونه یک بمب اتمی را خنثی کنیم - U2         | ۹     |
| ۱    | فوق العاده - سانتانا                        | ۹     |
| ۲    | با من بیا - نورا جونز                       | ۸     |
| ۲    | نابغه عاشق هم صحبتی است - ری چارلز          | ۸     |
| ۲    | تریلر - مایکل جکسون                         | ۸     |
| ۶    | تمام چیزهایی که نمی‌توانی پشت سر بگذاری - U2 | ۷     |
| ۷    | ۲۱ - ادل                                    | ۶     |
| ۷    | بازگشت به همسایگی - کوئینسی جونز            | ۶     |
| ۷    | بازگشت به سیاهی - ایمی واینهاوس             | ۶     |
| ۷    | بلوپرینت ۳ - جی زی                          | ۶     |
| ۷    | پل بر روی آبهای خروشان - سایمون و گارفانکل  | ۶     |
| ۷    | شن‌های برجسته - رابرت پلنت و الیسون کراوس    | ۶     |
| ۷    | بازگشت راجر میلر - راجر میلر                | ۶     |
| ۷    | پیمودن راه دراز - دیکسی چیکس                | ۶     |
| ۷    | To Pimp a Butterfly - کندریک لامار          | ۶     |
| ۷    | توتو ۴ - توتو                               | ۶     |
| ۷    | فراموش نشدنی... با عشق - ناتالی کول         | ۶     |
| ۷    | آنپلاگد - اریک کلپتون                       | ۶     |

### بیشترین تعداد برنده جایزه آلبوم سال
رکورد بیشترین تعداد برنده جایزه آلبوم سال سه است. سه خواننده، سه آهنگساز و یک مهندس مستر این جایزه را سه بار برده اند.
| سال برنده شدن جایزه سوم | نام آلبوم ها                                                           | هنرمند/آهنگساز |
| ----------------------- | ---------------------------------------------------------------------- | -------------- |
| ۱۹۶۷                    | بیا با من برقص! سپتامبر سال های من یک مرد و موسیقی او                  | فرانک سیناترا  |
| ۱۹۷۷                    | تصورات درونی اولین بخش آخر فولفیلینگنس آهنگ‌ها در کلید زندگی            | استیوی واندر   |
| ۱۹۸۷                    | پل بر روی آبهای خروشان هنوز دیوانه بعد از تمام این سال ها گریس لند     | پل سایمون      |
| ۱۹۹۷                    | فراموش نشدنی... با عشق بادیگارد (موسیقی متن) افتادن در دام تو          | دیوید فاستر    |
| ۲۰۰۵                    | هنوز دیوانه بعد از تمام این سال ها خیابان ۵۲ام نابغه عاشق هم صحبتی است | فیل رامون      |
| ۲۰۰۶                    | درخت جاشوا زمان استراحت ذهن چگونه یک بمب اتمی را خنثی کنیم             | دنیل لنوا      |
| ۲۰۱۵                    | بابل حافظه‌های تصادفی فاز صبح                                           | باب لودویگ     |

## نامزدی‌ها

### هنرمندانی که در یک شب نامزد هر چهار جایزه رشته‌ی عمومی شده بودند
تنها پانزده هنرمند در یک شب نامزد هر چهار جایزه رشته‌ی عمومی شده اند. لیزو با ۳۱ سال سن، مسن ترین فردی است که در یک شب نامزد هر چهار جایزه شده است; در حالی که جوانترین فردی که نامزد شده است بیلی آیلیش با ۱۷ سال سن است. هر دو در سال ۲۰۲۰ نامزد شدند و این اولین باری بود که دو هنرمند در یک شب برای هر چهار جایزه نامزد می شدند. این برای دومین بار در سال ۲۰۲۵ با سابرینا کارپنتر و چپل روان اتفاق افتاد. در سال ۱۹۶۸، بابی جنتری اولین کسی بود که نامزد هر چهار جایزه شد، به دنبال آن کریستوفر کراس در سال ۱۹۸۱ و فان. در سال ۲۰۱۳، به ترتیب اولین هنرمند مرد و اولین گروهی بود که نامزد شد. علاوه بر این، فینیس اوکانل نامزد هر چهار جایزه رشته عمومی در سال ۲۰۲۲ بود، اما او به عنوان یک هنرمند اجرا در سه مورد از چهار بخش شناخته نشد. کراس و آیلیش هر چهار جایزه رشته عمومی را در شب‌های مربوطه خود بردند، تنها دو هنرمندی که تا به امروز موفق به کسب این جایزه شده اند.
| سال  | هنرمند          |
| ---- | --------------- |
| ۱۹۶۸ | بابی جنتری      |
| ۱۹۸۱ | کریستوفر کراس   |
| ۱۹۸۵ | سیندی لاپر      |
| ۱۹۸۹ | تریسی چپمن      |
| ۱۹۹۱ | ماریا کری       |
| ۱۹۹۸ | پائولا کول      |
| ۲۰۰۲ | ایندیا آری      |
| ۲۰۰۸ | ایمی واینهاوس   |
| ۲۰۱۳ | فان.            |
| ۲۰۱۵ | سم اسمیت        |
| ۲۰۲۰ | بیلی آیلیش      |
| ۲۰۲۰ | لیزو            |
| ۲۰۲۲ | اولیویا رودریگو |
| ۲۰۲۵ | سابرینا کارپنتر |
| ۲۰۲۵ | چپل روان        |